# Karl Deichmann

Karl Deichmann

Karl Deichmann, auch Karl Wilhelm August Deichmann, (* 5. Oktober 1863 in Uslar; † 21. Februar 1940 in Bremen) war ein deutscher Gewerkschafter und Politiker (SPD). Er wurde Reichstagsabgeordneter, Senator in Bremen und schließlich Bürgermeister in Bremen.

## Biografie

### Familie, Ausbildung und Beruf
Karl Deichmann verlor seinen Vater schon vor der Geburt und wuchs als Halbwaise auf. Er musste schon mit elf Jahren in einer Zigarrenfabrik arbeiten und er erlernte von 1877 bis 1880 das Handwerk eines Zigarrenmachers in Uslar. 1880 begab er sich auf Wanderschaft und ließ sich 1884 in Bremen nieder, wo er seinem Handwerk nachging.

### Gewerkschaft und Politik
Deichmann schloss sich der Sozialdemokratie an. Er wurde Mitglied des Unterstützervereins deutscher Tabakarbeiter (seit 1899 Deutscher Tabakarbeiterverband) und seit 1891 war er führender Organisator dieser Gewerkschaft. Deichmann war von 1900 bis 1928 Vorsitzender des Verbandes und kämpfte erfolgreich gegen die Missstände in der Tabakindustrie.
In der SPD trat Deichmann gegen den in Bremen starken linken Flügel der Partei auf. Er war ein enger Vertrauter Friedrich Eberts. 1912 wurde Deichmann für den Wahlkreis in Hannover 11 (Einbeck – Northeim) in den Reichstag gewählt. Ab 1917 gehörte er zu den Mehrheitssozialisten der MSPD.
Während und nach der Novemberrevolution sprach Deichmann sich für die Revolution aus. Nachdem die Linken Probleme hatten, geeignete Fachleute zur Besetzung von Ämtern zu finden, wurden auch gewerkschaftliche Vertreter der Mehrheitssozialisten wie Deichmann in den Arbeiter- und Soldatenrat aufgenommen. Er lehnte aber eine Räterepublik ab und bekämpfte die Bremer Räterepublik. Nach dem Ende der Bremer Räterepublik am 4. Februar 1919 trat er in die provisorische Regierung des Landes Bremen ein und übernahm in ihr das Ressort für das Polizeiwesen.
Am 9. März 1919 wurde Deichmann für die MSPD in die verfassungsgebende Bremer Nationalversammlung gewählt. Er war hier in dem wichtigen Verfassungsausschuss tätig. Die Nationalversammlung wählte ihn am 10. April 1919 in den Senat der Freien Hansestadt Bremen, bestehend aus Vertretern der MSPD sowie den liberalen Parteien DDP und DVP. Er war bis zum 9. Juli 1920 Bremer Bürgermeister und Präsident des Senats.
Von 1920 bis 1928 war die SPD nicht im Senat vertreten. 1928 wurde Deichmann wieder Mitglied der Bremischen Bürgerschaft. Am 17. April 1928 erfolgte seine Wahl zum Senator für das Polizeiwesen und er war als Bürgermeister der Vertreter von Martin Donandt (Parteilos) als Präsident des Senats.
Zum 1. April 1931 trat Karl Deichmann aus Gesundheitsgründen von seinen Ämtern zurück und beendete seine politischen Betätigungen.

## Ehrungen
- Die Bürgermeister-Deichmann-Straße in Bremen–Walle, Ortsteil Utbremen, wurde 1954 nach ihm benannt.